# Procecidochares stonei
Procecidochares stonei is een vliegensoort uit de familie van de boorvliegen (Tephritidae). De wetenschappelijke naam van de soort is voor het eerst geldig gepubliceerd in 1961 door Blanc and Foote.